# Tirreno-Adriático 1989
La XXIV edición del Tirreno-Adriático se disputó entre el 9 y el 15 de marzo de 1989 con un recorrido de 1.070 kilómetros con salida en Bacoli y llegada a San Benedetto del Tronto. El ganador de la carrera fue el suizo Tony Rominger del Chateau d'Ax.

## Etapas
| Etapa | Fecha       | Recorrido                             | km    | Ganador           | Líder             |
| ----- | ----------- | ------------------------------------- | ----- | ----------------- | ----------------- |
| 1ª    | 9 de marzo  | Bacoli - Bacoli                       | 10,6  | Stefano Allocchio | Stefano Allocchio |
| 2ª    | 10 de marzo | Bacoli - Latina                       | 215,0 | Urs Freuler       | Urs Freuler       |
| 3ª    | 11 de marzo | Latina - Frosinone                    | 215,0 | Michael Wilson    | Michael Wilson    |
| 4ª    | 12 de marzo | Cerro al Volturno - Atri              | 200,0 | Erich Maechler    | Erich Maechler    |
| 5ª    | 13 de marzo | Atri - Monte Urano                    | 238,0 | Rolf Gölz         | Toni Rominger     |
| 6ª    | 14 de marzo | Grottammare - Osimo                   | 174,0 | Charly Mottet     | Toni Rominger     |
| 7ª    | 15 de marzo | S.B del Tronto - S.B del Tronto (CRI) | 18,3  | Lech Piasecki     | Toni Rominger     |

## Clasificaciones finales

### General
| Posición | Ciclista           | Equipo           | Tiempo      |
| -------- | ------------------ | ---------------- | ----------- |
| 1        | Toni Rominger      | Chateau d'Ax     | 28h 37' 50" |
| 2        | Rolf Gölz          | Superconfex-Yoko | + 34"       |
| 3        | Charly Mottet      | R.M.O.           | + 44"       |
| 4        | Jesper Skibby      | TVM              | + 59"       |
| 5        | Michael Wilson     | Helvetia         | + 1' 14"    |
| 6        | Greg LeMond        | AD Renting       | + 1' 40"    |
| 7        | Sean Kelly         | PDM              | + 1' 50"    |
| 8        | Erich Maechler     | Carrera Jeans    | + 1' 51"    |
| 9        | Rudy Dhaenens      | PDM              | + 1' 52"    |
| 10       | Maurizio Fondriest | Del Tongo        | + 1' 53"    |